# Мадагаскар на Светском првенству у атлетици на отвореном 2019.
Мадагаскар је учествовао на 17. Светском првенству у атлетици на отвореном 2019. одржаном у Дохи од 27. септембра до 6. октобра седамнаести пут, односно учествовао је на свим првенствима до данас. Репрезентацију Мадагаскара представљао је 1 атлетичар која се такмичио у трци на 400 метара.,.
На овом првенству такмичар Мадагаскара није освојио ниједну медаљу али је оборио национални и лични рекорд.

## Учесници
Мушкарци:
- Todiasoa Franck Rabearison — 400 м

## Резултати

### Мушкарци
| Атлетичар                  | Дисциплина | Лични рекорд | Квалификација | Квалификација | Полуфинале           | Полуфинале           | Финале               | Финале       | Детаљи |
| Атлетичар                  | Дисциплина | Лични рекорд | Резултат      | Место         | Резултат             | Место                | Резултат             | Место        | Детаљи |
| -------------------------- | ---------- | ------------ | ------------- | ------------- | -------------------- | -------------------- | -------------------- | ------------ | ------ |
| Todiasoa Franck Rabearison | 400 м      | 47,39        | 46,80 НР, ЛР  | 6. у гр. 4    | Није се квалификовао | Није се квалификовао | Није се квалификовао | 32 / 41 (42) |        |